# Pfarrhaus (Untererthal)

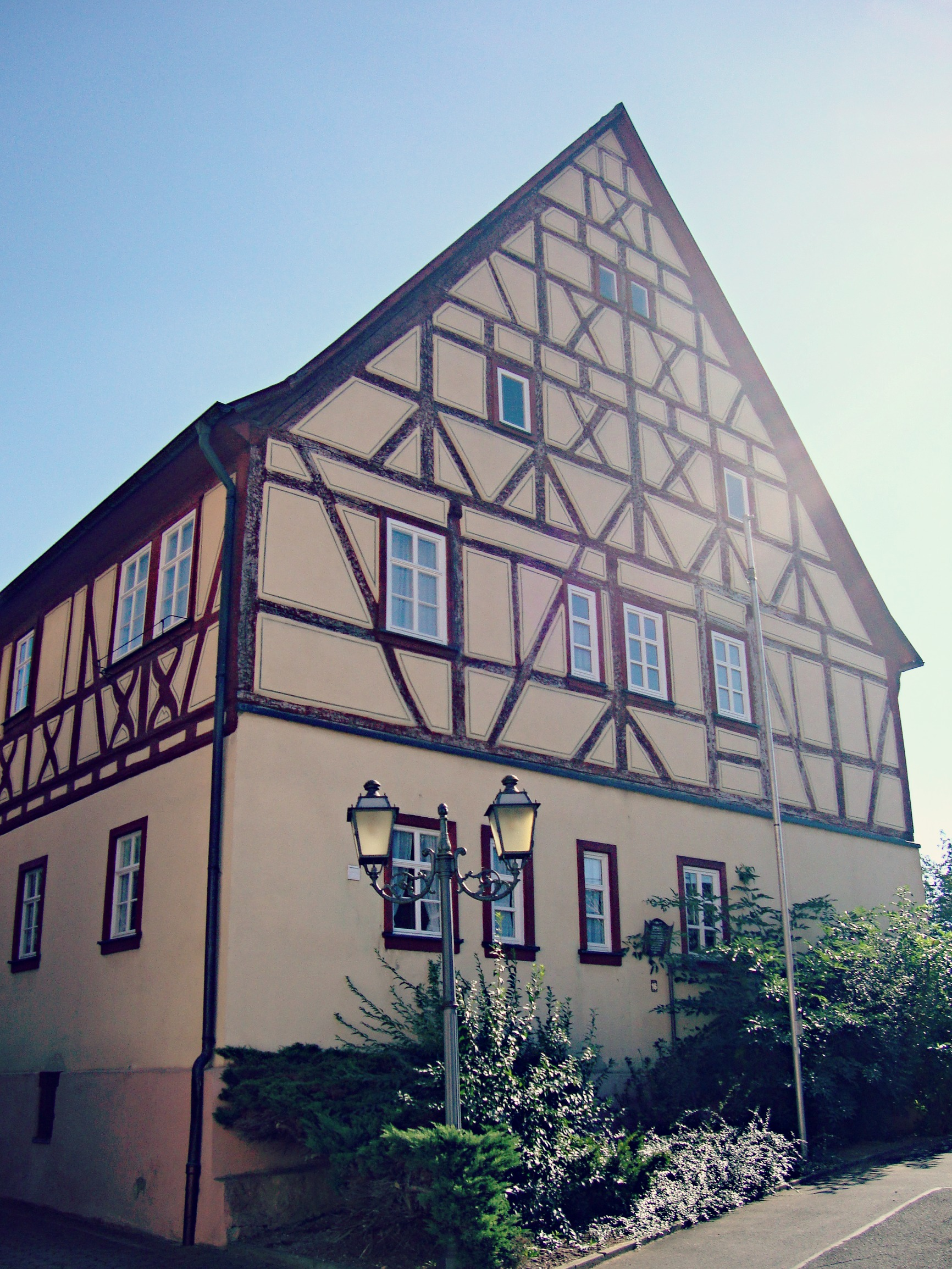
Ehemaliges Pfarrhaus in Untererthal

Das Pfarrhaus in Untererthal, einem Stadtteil von Hammelburg im unterfränkischen Landkreis Bad Kissingen in Bayern, wurde 1668/69 errichtet. Das ehemalige Pfarrhaus an der Johann-Nepomuk-Straße 14, in der Nähe der katholischen Pfarrkirche St. Martin, ist ein geschütztes Baudenkmal.
Der zweigeschossige Fachwerkbau mit massivem Erdgeschoss und Satteldach wurde von Laurenzius Koch errichtet.